# Evan Jager
Evan Jager (ur. 8 marca 1989 w Algonquin) – amerykański lekkoatleta, długodystansowiec.

## Osiągnięcia
| Rok  | Impreza                     | Miejsce   | Konkurencja                   | Lokata     | Wynik    |
| ---- | --------------------------- | --------- | ----------------------------- | ---------- | -------- |
| 2008 | Mistrzostwa świata juniorów | Bydgoszcz | bieg na 1500 m                | 8. miejsce | 3:49,59  |
| 2009 | Mistrzostwa świata          | Berlin    | bieg na 5000 m                | eliminacje | 13:39,80 |
| 2012 | Igrzyska olimpijskie        | Londyn    | bieg na 3000 m z przeszkodami | 6. miejsce | 8:23,87  |
| 2013 | Mistrzostwa świata          | Moskwa    | bieg na 3000 m z przeszkodami | 5. miejsce | 8:08,67  |
| 2014 | Puchar interkontynentalny   | Marrakesz | bieg na 3000 m z przeszkodami | 2. miejsce | 8:14,08  |
| 2015 | Mistrzostwa świata          | Pekin     | bieg na 3000 m z przeszkodami | 6. miejsce | 8:15,47  |
| 2016 | Igrzyska olimpijskie        | Tokio     | bieg na 3000 m z przeszkodami | 2. miejsce | 8:04,28  |
| 2017 | Mistrzostwa świata          | Londyn    | bieg na 3000 m z przeszkodami | 3. miejsce | 8:15,53  |
| 2018 | Puchar interkontynentalny   | Ostrawa   | bieg na 3000 m z przeszkodami | –          | DNS      |
| 2022 | Mistrzostwa świata          | Eugene    | bieg na 3000 m z przeszkodami | 6. miejsce | 8:29,08  |
| 2022 | Mistrzostwa NACAC           | Freeport  | bieg na 3000 m z przeszkodami | 1. miejsce | 8:22,55  |

Medalista mistrzostw USA na różnych dystansach.

## Rekordy życiowe
- Bieg na 3000 metrów – 7:35,16 (2012)
- Bieg na 3000 metrów z przeszkodami – 8:00,45 (2015) rekord Ameryki Północnej